# Mu’an Xingtao

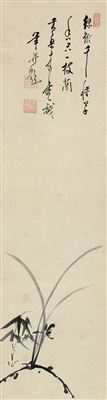
Obraz i napis Mu’ana Xingtao

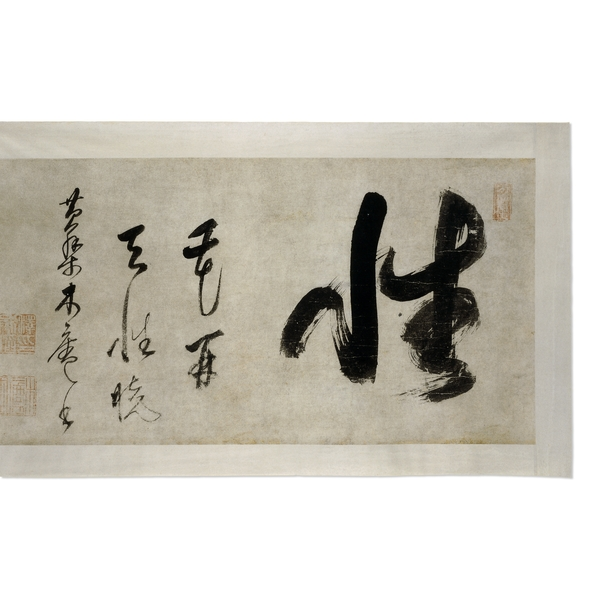
Kaligrafia Mu’ana Xingtao

Mu’an Xingtao (chiń. 木菴性瑫 pinyin Mù’ān Xìngtāo, jap. Mokuan Shōtō; ur. 16 marca 1611, zm. 6 marca 1684) – chiński mistrz chan szkoły linji oraz zen szkoły ōbaku, współtwórca tej tradycji.

## Życiorys

### Chiny
Mu’an urodził się 3 dnia 2 miesiąca 1611 roku w Jinjiang w prowincji Quanzhou (泉州) w południowych Chinach. Jego ojciec pochodził z rodu Wu, a matka z rodu Huang.
W dzieciństwie zamiast bawić się z innymi dziećmi lubił siadać samotnie. Jeszcze jako dziecko zawsze oddawał szacunek Buddzie i starszym osobom z jego wioski. W wieku 4 lat stracił matkę, a w rok później – ojca. Od tego czasu był wychowywany przez jego babkę. Już w dzieciństwie często praktykował uwalnianie zwierząt, co zresztą czynił do końca życia.
Swoją edukację rozpoczął w wieku 7 lat w wiejskiej szkole. Uczono w niej nauk Konfucjusza i Mencjusza. Niestety z powodu biedy nigdy nie doszedł w nauce poza pierwszy zwój Mencjusza. W wieku 10 lat zaczął coraz wyraźniej stawać się buddystą: recytował imię bodhisattwy Guanyin oraz spożywał tylko wegetariańskie posiłki. Jego pragnienie zostania mnichem wzmogło się po odwiedzinach w klasztorze Kaiyuan (開元寺), gdy miał 13 lat. Nie mógł w ogóle przestać myśleć o byciu mnichem. Gdy miał 16 lat jego babka zezwoliła mu na odejście do klasztoru Kaiyuan. Jego nauczycielem został mistrz Yinming (印明).
Gdy Mu’an minął wiek 17 lat, jego życie stało się stałym procesem uczenia się Dharmy Buddy od różnych buddyjskich mistrzów. Podróżował do licznych klasztorów i przyjmował nauki od różnych mistrzów chan. Był to okres, w którym ugruntował on swoje zrozumienie buddyjskiej Dharmy i nauk. W rok po wejściu do klasztoru usłyszał ucznia recytującego Sutrę w czterdziestu dwu rozdziałach (四十二章經) i zaczął prosić o jej wyjaśnienie. Był tak zadziwiony słowami Buddy, że zaczął oddawać hołd Guanyin, nieustannie recytując ślubowania Guanyin; przestał także wtedy spożywać posiłki po godzinie 12. Jego pragnienie nauki i praktyki zainspirowało go do udania się na skałę Shitou (獅頭岩) na Górze Północnej (北山), aby przez trzy dni i trzy noce medytować, jedząc tylko jedną suszoną persymonę dziennie. Trzeciej nocy ujrzał w świetle księżyca postać w zbroi, która wyjaśniła mu, iż jest niebiańskim bóstwem i radzi mu wrócić do klasztoru, zostać mnichem i nauczyć się właściwej praktyki. Mu’an zgolił głowę i w następnym roku, gdy miał lat 19, został mnichem.
W wieku 20 lat przyjął 10 wskazań od swojego mistrza Qiaoyuna Zhenchanga (樵雲真常, 1557–1639) i zaczął studiować chiński kanon buddyjski w Bizhiyan (碧芝岩). Mu’an studiował Mituo shu chao (彌陀疏鈔), Sutrę Lotosu, Brahmajāla sutra (梵網), Sutrę Diamentową itd. z mistrzem chan Ya (雅).
W 1635 roku przyjął pełny zestaw wskazań od mistrza chan szkoły caodong Yongjue Yuanxiana z Gushan (鼓山). Wpłynął on w wielkim stopniu na Mu’ana, który studiował u niego pomiędzy 25 a 27 rokiem życia i znowu w 35 roku życia. W 1637 roku przyjął od mistrza wskazania bodhisattwy i wziął udział w letnim odosobnieniu medytacyjnym prowadzonym przez tego mistrza. Mu’an do 25 roku życia nie wiedział, że są różne szkoły buddyjskie, ale gdy już to wiedział, wybrał praktykę chan.
Mu’an udał się na kolejną pielgrzymkę nie bacząc na chaos panujący w końcowym okresie Mingów. Dotarł do Hangzhou, gdzie odwiedził mistrza Hueguanga (雪關), następnie udał się do Longju (龍居), aby posłuchać nauk mistrza Gude (古德). Potem dotarł do Longshu (龍樹), gdzie przyjął nauki Śūrańgama Sūtra (楞嚴經) od mistrza Xuesonga (雪松). W tym okresie czuł zniechęcenie, gdyż uważał, że nie jest w stanie zrozumieć prawdziwej Dharmy. Jego przyjaciel zachęcił go tłumacząc, że nawet jeśli nie rozumie chanu i abstrakcyjnych nauk Buddy, to gdy będzie czysty i szczery w poszukiwaniu prawdy, wciąż będzie mógł być dobrym mistrzem chan. Zachęcony tymi słowami kontynuował pielgrzymkę docierając do Tiantong (天童), aby spotkać się z mistrzem chan Miyunem Yuanwu (1566–1642). Nie wytrwał długo, gdyż przestraszył go „gwałtowny” styl nauczania mistrza.
W 1637 roku Mu’an wziął udział w letnim odosobnieniu medytacyjnym prowadzonym przez mistrza Yongjue, w czasie którego zapytał mistrza jak kontemplować „kluczowe frazy” (huatou, 話頭; dosłownie „szczyt słowa”). Yongjue nauczył go kontemplować huatou bez odchodzenia nawet na sekundę. Mu’an gorliwie kontynuował tę praktykę przez trzynaście dni i nocy, koncentrując się tylko na „kluczowych frazach” i zapominając o jedzeniu i spaniu. Trzynastej nocy nagle osiągnął wielkie urzeczywistnienie prawdziwego znaczenia jego życia i doświadczył uczuć wielkiego wyzwolenia i radości. Napisał wtedy następujący wiersz:
| To jest bardzo dziwne, dziwne i straszliwie dziwne. Jeden kwiat światła otworzył się o północy. Ukazuje twarz w twarz jasno bez żadnej opozycji. Aby rozwijać się teraz i uczynić przodków dumnymi, To jest najcudowniejszy układ. |

Po tym doświadczeniu Mu’an był już całkowicie pewien nauk Buddy i patriarchów.
W następnym roku Mu’an był chory przez dwadzieścia dni i nocy. Po wyzdrowieniu kontynuował swoją wędrówkę odwiedzając wybitnych mnichów i pobierając ich nauki. Udał się do Jinsu (金粟), aby spotkać mnicha Feiyina, z którym ponownie spotkał się później w 1643 roku także w Górach Jinsu. Czasy były trudne i niebezpieczne – w 1645 roku dynastia Ming upadała, wszędzie dochodziło do rebelii, a armia Qingów maszerowała na stolicę. Mu’an jednak kontynuował swoją wędrówkę i przybył do Linshanwei (臨山衞) w prowincji Shaoxing, gdzie utknął na trzy miesiące, gdyż wszystkie drogi zostały zablokowane. Nie miał żywności, cierpiał z powodu upadku dynastii Ming, więc postanowił przestać jeść i zaczął czekać na śmierć. Jego kolega pocieszał go, że upadek kraju, to wola nieba, a mnich powinien troszczyć się tylko o praktykę i kroczyć Drogą szczerze. Potem ponownie wyruszył w podróż, wspiął się na górę Tiantai (天台山), aby złożyć hołd posągowi Wielkiego Nauczyciela Zhiyi (智者大師). Minął Wen Zhou (温州) i odwiedził stupę mistrza chan Yongjia Xuanjue (永嘉玄覺, 665–713).
W 1647 roku Mu’an praktykował „zapieczętowane ogrodzenie”, rodzaj samotnego odosobnienia w pokoju w klasztorze Kaiyuan, w czasie którego całkowicie poświęcił się studiowaniu buddyjskich sutr. Skomponował wtedy kilka wierszy opisujących stan jego umysłu w czasie tego odosobnienia.
Rok 1648 okazał się kluczowym rokiem w jego życiu. Mu’an usłyszał, że mistrz Feiyin z sukcesem propaguje Dharmę Buddy w Tiantong, więc wybrał się do niego. Jednak droga do Tiantong była zablokowana. Mu’an postanowił wspiąć się na górę Huangbo i odwiedzić mistrza Yinyuana. Ponownie więc spotkał się z mistrzem Yinyuanem i tym razem został jego uczniem. To ich spotkanie wyznaczyło koniec jego pielgrzymek w poszukiwanie znanych mnichów i pobierania od nich nauk. W 1650 roku Yinyuan przekazał w ręce Mu’ana „miotełkę”, co symbolizowało uznanie Mu’ana przez mistrza. W 1651 roku Mu’an otrzymał certyfikat potwierdzający, że oficjalnie jest już spadkobiercą mistrza.
W 1651 roku brat dharmiczny Mu’ana – Yelan (也嬾) został zaproszony do Japonii na stanowisko opata jednego z chińskich klasztorów w Nagasaki – Sōfuku-ji. Niestety utonął w czasie podróży. 3 miesiąca 1652 roku Mu’an otrzymał list od brata dharmicznego Yunqiana (藴謙), który przebywał w Fukasai-ji (福濟寺) w Japonii. Poprosił więc swojego ucznia Lingsou (靈叟), aby udał się na pół roku do Nagasaki, żeby dowiedzieć się czegoś o japońskiej społeczności buddyjskiej. W 1653 roku Mu’an spotkał się z Yiranem (逸然), mnichem z Kōfuku-ji. Równocześnie powrócił z Japonii Lingsou i przekazał informacje o buddyzmie japońskim. W 1654 roku Yinyuan Longqi odpłynął z portu Xiamen (厦門) do Nagasaki. W rok później Mu’an otrzymał od Yinyuana prośbę o przybycie do Nagasaki i asystowanie mu.
Była to trudna decyzja dla Mu’ana. Był mistrzem chan, miał swoich uczniów, od 1650 roku był opatem klasztoru Taiping (太平寺) w Lianshi (歛石), otworzył budynek wykładów, aby wyjaśniać Dharmę. Został zaproszony do prowadzenia klasztoru Huiming (惠明寺) w Xiangshan (象山). Jednak zadecydował, iż udaje się do Japonii.

### Japonia
Mu’an przybył do Nagasaki 9 dnia 7 miesiąca 1655 roku i został zabrany do Fukusai-ji przez Yunqiana i jego świeckich uczniów. Następnego dnia poszedł spotkać się ze swoim nauczycielem Yinyuanem do Kōfuku-ji. Miesiąc później Yinyuan otrzymał zgodę na opuszczenie Nagasaki i udał się do Fumon-ji. Mu’an pozostał w tym mieście. Na życzenie tłumaczy i opata Fukusai-ji 9 miesiąca wygłosił wykład wyjaśniający Dharmę, na który przybyły tłumy ludzi oraz dwóch miejskich urzędników. Zimą 1656 na życzenie opata Fukusai-ji oraz patronów klasztoru poprowadził zimowe odosobnienie. Była to dla niego okazja spotkania się z potencjalnymi japońskimi uczniami. Następnie wziął na siebie obowiązki opata Fukusai-ji w latach 1656–1660. Niektórzy z jego najlepszych spadkobierców Dharmy, tacy jak Tetsugyū Dōki (1628–1712), Tetsumon i Tetsugen Dōkō (1630–1682) zostali jego uczniami właśnie w Nagasaki.
Jesienią 1660 roku Mu’an został wezwany przez Yinyuana i Ryōkeia Shōsena do Fumon-ji. Rozpoczynała się budowa Manpuku-ji i Yinyuan potrzebował kogoś z takimi talentami organizacyjnymi, aby czuwał nad budową głównego klasztoru szkoły ōbaku.
Ceremonie poświęcenia klasztoru odbyły się pierwszego miesiąca 1663 roku. Yinyuan rezydował we Wschodnim Budynku Rezydencyjnym a Mu’an – w Zachodnim. Wkrótce, bo 4 dnia 9 miesiąca 1664 roku, Yinyuan zrezygnował z funkcji opata klasztoru. Mu’an podjął się poprowadzić klasztor, który dalej był w budowie. Został ukończony w 1679, gdy postawiono ostatni budynek – wieżę dzwonu (鼓楼). Gdy został opatem klasztoru było w nim tylko sześć budynków: Budynek Dharmy (jap. hōdō), Wschodni i Zachodni Budynki Rezydencyjne (jap. tōzai no hōjō), Budynek Medytacji (jap. zendō), kuchnia (jap. chūdō) i łaźnia (jap. yokudō). Gdy był opatem dobudowano m.in.: Budynek Skarbu Siakjamuniego (jap. daiyūhōden), Budynek Królów Obrońców (jap. tennōden), jadalnię (jap. saidō), wieżę dzwonu (jap. shōrō) i wieżę bębna (jap. korō).
Mu’an był opatem Manpuku-ji ponad 15 lat. Już nigdy żaden mnich nie był opatem tak długo. W 1665 roku na życzenie swoich uczniów poprowadził pierwszą ceremonię sandan kaie w Manpuku-ji, w której wzięło udział ponad 5000 osób. W 1670 poprowadził drugą taką ceremonię; wzięło w niej udział jeszcze więcej ludzi. Brali w nich udział członkowie cesarskiej rodziny, arystokraci, rodziny potężnych wojowników i rodzina Tokugawy.
Oprócz tego Mu’an założył kilka innych świątyń w całym kraju, głównie dzięki jego rozmowom z wysoko postawionymi członkami bakufu. Uważa się, że wybudował 24 klasztory i świątynie szkoły ōbaku. Najważniejszym jego klasztorem był Zuishō-ji. W 1674 roku poprowadził w tym klasztorze 8-dniowy rytuał ordynacyjny (jap. sandan kaie). To oznaczało, że był to jedyny klasztor obok Manpuku-ji, który posiadał platformę ordynacyjna (jap. kaidan). Z tych 24 świątyń, aż 17 jest uznawanych za narodowe skarby Japonii.
Mu’an spotykał się z czwartym siogunem Ietsuną Tokugawą czterokrotnie: 20 dnia 7 miesiąca 1665 roku, 3 miesiąca 1669 roku, 4 miesiąca 1671 roku (w celu podziękowania za przyznanie purpurowej szaty) i 9 miesiąca 1674 roku. Były to nadzwyczajne wydarzenia, gdyż ani Yinyuan, ani Jifei Ruyi (1616–1671) nigdy nie dostąpili tego zaszczytu. Każda z jego podróży do Edo miała m.in. na celu pogłębić więzy pomiędzy monastyczną wspólnotą ōbaku a jej licznymi i ważnymi patronami. Miał wielkie interpersonalne umiejętności, które pomagały mu skutecznie zabiegać o dobro szkoły. Do tego dochodziło jego nastawione na szczegóły przewodzenie administracją szkoły. Zaprzyjaźnił się z gubernatorem Mino (美濃) – Inabą Masanori (稻葉正則, 1623–1696) – który był jednym z najwyższych rangą członków gabinetu Tokugawy i wielkim patronem szkoły. Został nawet uczniem Tetsugyū Dōki.
W 1670 roku, gdy mistrz miał 60 lat, otrzymał od Ietsuna Tokugawy purpurową szatę.
Ponieważ od czasów cesarza Go-Uda (後宇多, pan. 1274-1287) japońscy cesarze nie mogli się spotykać twarzą w twarz z obcokrajowcami, to jednak były cesarz Go-Mizunoo (後水尾, pan. 1611-1629) kontaktował się Mu’anem przez japońskich mnichów lub listownie. W 1663 roku Mu’an otrzymał trzy dharmiczne podarunki od cesarza, a Mu’an napisał wiersz dziękczynny. Gdy w roku 1678 zmarła cesarzowa Tōfukumonin (東福門院), mistrz napisał wiersz, aby wyrazić swoje kondolencje.
Zaraz po ukończeniu budowy Manpuku-ji w 1679 roku Mu’an zrezygnował w 1680 roku z funkcji opata tego klasztoru i przekazał go w ręce Huilina Xingji (慧林性機, jap. Erin Shōki, 1609–1681). W dalszym ciągu uczestniczył jednak we wszystkich rannych i wieczornych praktykach w klasztorze, przyjmował gości, pisał wiersze dla patronów i uczniów. Nie wykazywał żadnych objawów starzenia się.
12 miesiąca 1682 roku przeziębił się podczas praktyki z uczniami. Na początku 1683 roku jego zdrowie poprawiło się, jednak pierwszego miesiąca 1684 roku zachorował ponownie. Tym razem sam wiedział, że nie pomoże żaden lekarz ani żadne lekarstwo. Zakazał uczniom podawania mu lekarstw i noszenia po jego śmierci żałobnej odzieży, jako sprzecznej z buddyjskimi regułami. Jego ostatnim życzeniem było to, aby jego uczniowie zachowali myślenie o Dharmie i przestrzegali nauk patriarchów. Wypowiedział ostatnie słowa: „Wszystkie rzeczy są puste. Wszystkie dharmy są bez aspektów”.
Mistrz chan i zen, współtwórca szkoły ōbaku i twórca jej podstaw ekonomicznych i administracyjnych, zmarł spokojnie 20 dnia pierwszego miesiąca 1684 roku.
Gdy po trzech dniach zamykano trumnę jego skóra i ciało wciąż wyglądały naturalnie, a z czubka jego głowy unosił się strumień ciepłego powietrza.
W 1881 roku Mu’an otrzymał honorowy tytuł Emyō kokushi (慧明國師).

## Prace literackie
- 8-tomowe wydanie Shinsan kōtei Mokuan zenshū (新纂校定木菴全集)

## Linia przekazu Dharmy zen
Pierwsza liczba oznacza liczbę pokoleń mistrzów od 1 Patriarchy indyjskiego Mahakaśjapy.
Druga liczba oznacza liczbę pokoleń od 28/1 Bodhidharmy, 28 Patriarchy Indii i 1 Patriarchy Chin.
Trzecia liczba oznacza początek nowej linii przekazu w danym kraju.
- 68/41 Miyun Yuanwu (1566–1642)
  - 69/42 Feiyin Tongrong (1593–1661)
    - 70/43/1 Yinyuan Longqi (jap. Ingen Ryuki) (1592–1673) 23 spadkobierców Dharmy w tym 3 Japończyków. 1 opat Mampuku-ji
      - 71/44/2 Duzhan Xingrong (1628–1706)
        - 72/45/3 Tengan (bd)

      - 71/44/2 Yiran Xingrong (1601–1668) opat Kōfuku-ji
      - 71/44/2. Dokuhon Shōgen (1618–1689)
      - 71/44/2. Dokuryu Shoeki
      - 71/44/2. Ryōkei Shōsen (1602–1670) 1 spadkobierca Dharmy, opat Shōmyō-ji
        - 72/45/3. Go-Mizunoo (1612–1629) cesarz Japonii
          - 73/46/4. Kaiō Hōkō (1635–1712) opat Shōmyō-ji, linia ta dała później dwóch opatów Mampuku-ji.

      - 71/44/2. Dokushō Shōen (1617–1694)
      - 71/44/2. Jifei Ruyi (jap. Sokuhi Nyoitsu) (1616–1671) 5 spadkobierców Dharmy
      - 71/44/2. Mu’an Xingtao (jap. Mokuan Shōtō) (1611–1684) 46 spadkobierców Dharmy, w tym 43 Japończyków. 2 opat Mampuku-ji
        - 72/45/2. Hakuo Dotai (zm. 1682) opat Daikyu-an
          - 73/46/3. Ryōnen Gensō (1646–1711) mistrzyni zen

        - 72/45/3. Tannen Dōjaku (1629–1679) były mnich szkoły sōtō
        - 72/45/3. Tetsugen Dōkō (1630–1682) nie zostawił spadkobierców
        - 72/45/3. Ichimyō Dōgen (1635–1685)
        - 72/45/3. Tesshin Dōhan (1641–1710) dwukrotny opat Zuishō-ji
        - 72/45/3. Jitsuden Dōkin (1627–1704) 4 opat Zuishō-ji
        - 72/45/3. Tanzan Dōshō (1606–1682)
        - 72/45/3. Tetsugyū Dōki (1628–1700) 34 spadkobierców Dharmy. 2 opat Zuishō-ji[c]
          - 73/46/4. Linia przekazu chōshō

        - 72/45/3. Egoku Dōmyō (1632–1721) 42 spadkobierców Dharmy, 3 opat Zuishō-ji i swojego klasztoru Hōun-ji
          - 73/46/4. Linia przekazu shōringe

        - 72/45/3. Chōon Dōkai (1628–1695)

      - 71/44/2. Huilin Xingji (1609–1681) 6 japońskich spadkobierców Dharmy. 3 opat Mampuku-ji
        - 72/45/3. Linia przekazu ryūko
        - 72/45/3. Duzhan Xingying (Xingrong) (1628–1726) 39 spadkobierców Dharmy (38 Japończyków). 4 opat Mampuku-ji
          - 73/46/4. Linia przekazu shishirin oraz 3 mniejsze linie
          - 73/46/4. Enzū Dōjō (1643–1704) 17 spadkobierców Dharmy
          - 73/46/4. Sekisō Dōkō (1638–1704)
          - 73/46/4. Yuefeng Daozhuang (1655–1734) 8 opat Mampuku-ji
          - 73/46/4. Yuefeng Daozhang (1655–1734) Chociaż sam nie był opatem, jego linia przekazu dała następnych.

      - 71/44/2. Huimen Rupei (1615–1664) początkowo następca Yinyuana w Chinach; przybył do Nagasaki. 11 spadkobierców Dharmy.
        - 72/45/3. Gaoquan Xingdong[d] (1633–1695) 16 spadkobierców Dharmy. 5 opat Mampuku-ji
          - 73/46/4. Linia przekazu bukkoku-ha